# اکبر بهکلام
اکبر بهکلام (۲۵ شهریور ۱۳۲۳ – ۱۹ بهمن ۱۴۰۳) نقاش و مجسمه‌ساز ایرانی-آلمانی بود.

## زندگی
اکبر بهکلام در سال۱۳۲۳ در تبریز زاده شد. وی از سال ۱۹۶۱ تا سال ۱۹۶۴ در مدرسه هنر تبریز تحصیل کرد و پس از طی خدمت سربازی به استانبول نقل مکان کرد. او در دانشگاه هنرهای زیبای معمار سنان ثبت نام و دانشجوی استاد بدری رحمی ایوب‌اوغلو شد.
بهکلام پس از پایان تحصیلات خود به ایران بازگشت. اما به دلیل خفقان و سرکوب در دودمان پهلوی مجبور شد به برلین بازگردد. او تجربه خود از سرکوب را در نمایشگاه «پرسپولیس» ارائه کرد. این نمایشگاه در اوج جنبش انقلابی در ایران در پربیننده‌ترین ساعت کانال اصلی تلویزیون آلمان معرفی می‌شد. دو نمایشگاه او یکی در اواخر سال ۱۹۷۸ با نام «پرسپولیس» درباره شکنجهٔ زندانیان سیاسی در زندان‌های دودمان پهلوی و نمایشگاه دیگر او که در سال‌های نخست پس از انقلاب ۱۳۵۷ با نام «عدالت به نام خدا» درباره کشتار زندانیان سیاسی در زندان‌های جمهوری اسلامی برگزار شدند او را به سرعت به شهرت رساند. بهکلام پس از سفر در شهرهای مختلف اروپا از سال ۱۹۸۹ در برلین ساکن شد. او در دوران زندگی در آلمان در نمایشگاه «برلین ۱۸۴۸» به وضعیت زندگی طبقه کارگر آلمان پرداخت.
از دهه‌های ۶۰ و ۷۰ خورشیدی اکبر بهکلام خود را به‌عنوان نقاشی تثبیت شده نشان داد و آثار او به طور گسترده در کشورهای مختلف به نمایش گذاشته می‌شدند. اکبر بهکلام در طول فعالیت هنری خود از سال ۱۹۷۵ تا ۲۰۱۰ چندین نمایشگاه‌های انفرادی و گروهی در تهران، برلین، اوبرهاوزن، دانشگاه ایالتی کالیفرنیا، پارائیبا، لس آنجلس و برخی از شهرهای دیگر آلمان و آمریکا داشت. بهکلام در سال ۱۹۸۹ کتاب«حرکت‌ها و تغییر شامل نقاشی و طراحی را منتشر کرد.

### درگذشت
اکبر بهکلام در ۱۹ بهمن ۱۴۰۳ در برلین درگذشت.

## هنر
اکبر بهکلام در آثار اولیه خود بیشتر با موضوع‌های سیاسی کار می‌کرد. ولی آثار بعدی خود را به سبک انتزاعی خلق نمود. درد و رنج انسان موضوع اصلی هنر بهکلام بودند.